# 643 (tal)
643 är det naturliga heltal som följer 642 och följs av 644.

## Matematiska egenskaper
- 643 är ett udda tal.
- 643 är ett primtal[1].
- 643 är ett defekt tal.
- 643 är ett lyckotal.

## Inom vetenskapen
- 643 Scheherezade, en asteroid.